# F. A. Barthel, Buchbinderei & Gravieranstalt

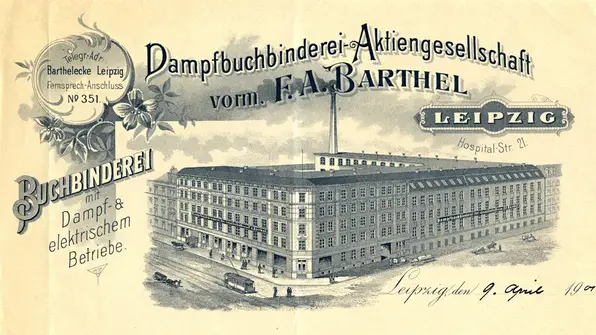
Briefkopf der Dampfbuchbinderei-Aktiengesellschaft vorm. F. A. Barthel mit einer Vogelschau der Gebäude an der Ecke Hospitalstraße 21 (heute Teil der Prager Straße zwischen Johannis- und Ostplatz) in Leipzig

Die F. A. Barthel, Buchbinderei & Gravieranstalt in Leipzig war eine 1872 von dem Buchbinder-Meister F. A. Barthel gegründete Buchbinderei und Gravieranstalt.

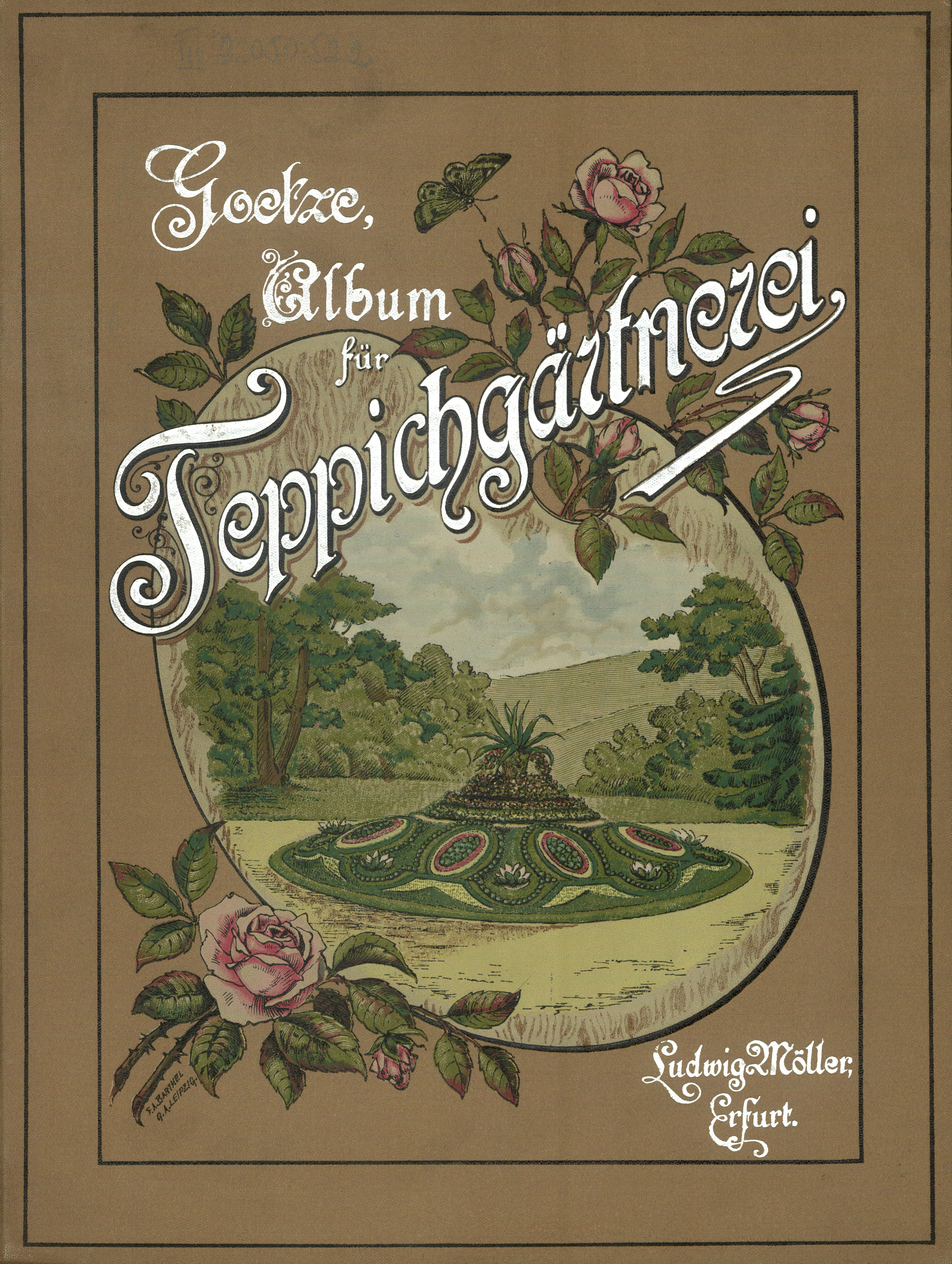
Album fur Teppichgärtnerei und Gruppenbepflanzung, Buchdeckel,
Prägedruck F. A. Barthel G. A. Leipzig, 1892

Als Lohnbuchbinderei fertigte das Unternehmen alle Arten von Einbänden für Bücher und Kataloge, daneben auch Reklame-Plakate „in Grabschrift“ oder beispielsweise Alben für Postkarten.
1886 wurde die Firma in eine Kommanditgesellschaft umgewandelt, später in eine Aktiengesellschaft (AG) mit einem Kapital von 500.000 Mark. Der Umsatz in der Zeit der AG ging jedoch dermaßen zurück, dass für das Unternehmen im Jahr 1902 Konkurs angemeldet wurde. In der Folge erwarb der ehemalige Aktionär Oskar Schlippe als Alleininhaber die Buchbinderei, die dann als „Dampfbuchbinderei vorm. F. A. Barthel“ firmierte.
Waren bei der Übernahme der Firma durch Schlippe noch etwa 140 Arbeiter beschäftigt, stieg die Belegschaft bis um 1913 auf rund 300 Arbeiter an. Diese bedienten noch kurz vor dem Ersten Weltkrieg rund 200 Maschinen, darunter 2 Dampfmaschinen mit einer Leistung von 200 PS.